# Isabella van Aragón (1305-1330)
Isabella Elisabeth van Aragón (circa 1305 — 12 juli 1330) was van 1315 tot aan haar dood hertogin-gemalin van Oostenrijk en Rooms-Duits koningin. Ze behoorde tot het Huis Barcelona.

## Levensloop
Isabella werd geboren als de zesde van tien kinderen van koning Jacobus II van Aragón en Blanca van Anjou, dochter van koning Karel II van Napels.
Isabella werd door vader aanvankelijk uitgehuwelijkt aan koning Oshin van Armenië, omdat hij religieuze relieken uit de Armeense stad Sis naar de kathedraal van Tarragona wou overbrengen. Onderhandelingen voor het huwelijk ketsten echter af, wegens de Armeense weigering om nauwe relaties met katholieke westerse machten aan te knopen.
Op 11 mei 1315 huwde ze in Ravensburg met Frederik de Schone, hertog van Oostenrijk en Rooms-Duits koning. Vanaf dan stond Isabella bekend onder de naam Elisabeth. Haar echtgenoot was in 1314 tot een van de twee rivaliserende Rooms-Duitse koningen verkozen, met als rivaal hertog Lodewijk de Beier.
Op 5 september 1325 beëindigden Lodewijk de Beier en Frederik hun conflict om de Rooms-Duitse koningstroon. Ze besloten om voortaan samen te regeren. Lodewijk trok algauw meer en meer macht naar zich toe en Frederik trok zich tot aan zijn dood in januari 1330 terug in Oostenrijk. 
Isabella overleefde haar echtgenoot slechts met enkele maanden, ze stierf in juli 1330. Ze werd begraven in Wenen.

## Nakomelingen
Frederik en Isabella kregen drie kinderen:
- Frederik (1316-1322)
- Elisabeth (1317-1336)
- Anna (1318-1343), huwde tussen 1326 en 1328 met hertog Hendrik XV van Beieren en in 1336 met graaf Jan Hendrik IV van Gorizia

## Voorouders
| Voorouders van Isabella van Aragón (1305-1330) | Voorouders van Isabella van Aragón (1305-1330)                       | Voorouders van Isabella van Aragón (1305-1330)                       | Voorouders van Isabella van Aragón (1305-1330)                          | Voorouders van Isabella van Aragón (1305-1330)                          | Voorouders van Isabella van Aragón (1305-1330)                           | Voorouders van Isabella van Aragón (1305-1330)                           | Voorouders van Isabella van Aragón (1305-1330)                            | Voorouders van Isabella van Aragón (1305-1330)                            |
| ---------------------------------------------- | -------------------------------------------------------------------- | -------------------------------------------------------------------- | ----------------------------------------------------------------------- | ----------------------------------------------------------------------- | ------------------------------------------------------------------------ | ------------------------------------------------------------------------ | ------------------------------------------------------------------------- | ------------------------------------------------------------------------- |
| Overgrootouders                                | Jacobus I van Aragón (1208-1276) ∞ Jolanda van Hongarije (1215-1251) | Jacobus I van Aragón (1208-1276) ∞ Jolanda van Hongarije (1215-1251) | Manfred van Sicilië (1232-1266) ∞ 1270 Beatrix van Savoye ( (1223-1259) | Manfred van Sicilië (1232-1266) ∞ 1270 Beatrix van Savoye ( (1223-1259) | Karel van Anjou (1227-1285) ∞ 1246 Beatrix van Provence (1234-1267)      | Karel van Anjou (1227-1285) ∞ 1246 Beatrix van Provence (1234-1267)      | Stefanus V van Hongarije (1239-1272) ∞ Elisabeth van Koemanië (1240-1290) | Stefanus V van Hongarije (1239-1272) ∞ Elisabeth van Koemanië (1240-1290) |
| Grootouders                                    | Peter III van Aragón (1239-1285) ∞ Constance van Sicilië (1249-1302) | Peter III van Aragón (1239-1285) ∞ Constance van Sicilië (1249-1302) | Peter III van Aragón (1239-1285) ∞ Constance van Sicilië (1249-1302)    | Peter III van Aragón (1239-1285) ∞ Constance van Sicilië (1249-1302)    | Karel II van Napels (1254-1309) ∞ 1270 Maria van Hongarije ( (1257-1323) | Karel II van Napels (1254-1309) ∞ 1270 Maria van Hongarije ( (1257-1323) | Karel II van Napels (1254-1309) ∞ 1270 Maria van Hongarije ( (1257-1323)  | Karel II van Napels (1254-1309) ∞ 1270 Maria van Hongarije ( (1257-1323)  |
| Ouders                                         | Jacobus II van Aragón (1267-1327) ∞ Blanca van Anjou (1280-1310)     | Jacobus II van Aragón (1267-1327) ∞ Blanca van Anjou (1280-1310)     | Jacobus II van Aragón (1267-1327) ∞ Blanca van Anjou (1280-1310)        | Jacobus II van Aragón (1267-1327) ∞ Blanca van Anjou (1280-1310)        | Jacobus II van Aragón (1267-1327) ∞ Blanca van Anjou (1280-1310)         | Jacobus II van Aragón (1267-1327) ∞ Blanca van Anjou (1280-1310)         | Jacobus II van Aragón (1267-1327) ∞ Blanca van Anjou (1280-1310)          | Jacobus II van Aragón (1267-1327) ∞ Blanca van Anjou (1280-1310)          |
| Isabella van Aragón (1305-1330)                |                                                                      |                                                                      |                                                                         |                                                                         |                                                                          |                                                                          |                                                                           |                                                                           |

- Gemeinsame Normdatei: 119324652
- Virtual International Authority File: 54955493